# Teatro Fernando Torres
O Teatro Fernando Torres é uma sala de espetáculos localizada no bairro do Tatuapé, São Paulo, Brasil. Inaugurado em 19 de agosto de 2012, o teatro foi construído pelo Colégio Agostiniano Mendel e recebeu o nome do ator Fernando Torres, morto em 2008.
Foi local do velório de  Domingos Montagner, morto em 2016

## Crítica
Em 28 de setembro de 2014, foi publicado na Folha de S.Paulo o resultado da avaliação feita pela equipe do jornal ao visitar os sessenta maiores teatros da cidade de São Paulo. O local foi premiado com quatro estrelas, "bom", com o consenso: "O teatro na zona leste possui instalações em excelentes condições e atende bem ao público, que espera em uma área agradável o início dos espetáculos. Na sala, as poltronas têm razoável conforto e não há pontos cegos."